# Большаков, Георгий Никитович
Георгий Никитович Большаков (1922—1989) — полковник ГРУ.
В 1961—1962 годах (Берлинский кризис 1961 года и Карибский кризис) являлся неофициальным посредником между президентом США Джоном Кеннеди и руководством СССР.

## Биография
Родился в Москве в семье железнодорожников. Во время Великой Отечественной войны в 1941 году Большаков окончил курсы военных переводчиков при военном факультете Московского института иностранных языков и был назначен переводчиком штаба стрелкового полка, в 1942 году стал помощником начальника разведотдела штаба стрелковой дивизии.
В 1943—1945 годах обучался в Высшей разведывательной школе Генерального штаба, а в 1946—1950 годах — в Военно-дипломатической академии.
В 1951—1955 годах в звании майора работал в Нью-Йорке, а затем в Вашингтоне под видом корреспондента ТАСС. В 1955—1959 годах служил офицером для особых поручений при министре обороны СССР Г. К. Жукове, затем в центральном аппарате ГРУ.
В 1958 году Большаков в звании шли под видом заместителя главного редактора журнала «Советский Союз», издававшегося на английском языке. В мае 1961 года знакомый Большакова по первой командировке в США известный американский журналист Фрэнк Хоулмэн организовал ему встречу с братом президента США, министром юстиции Робертом Кеннеди. Большаков доложил резиденту о встрече с Робертом Кеннеди и содержании состоявшейся беседы. После этого Большаков был уполномочен на проведение дальнейших конфиденциальных переговоров с ним. Большаков встречался с Робертом Кеннеди с мая 1961-го по ноябрь 1962 г. около 50 раз. Большаков также был представлен президенту США Джону Кеннеди и неоднократно встречался с ним.

### Карибский кризис
В начале Карибского кризиса Р. Кеннеди обратился к Большакову за разъяснениями по поводу действий советской стороны, но, следуя установкам из Москвы, советский разведчик сообщил, что СССР направляет на Кубу оружие только «оборонительного характера». Это подорвало доверие президента США к конфиденциальному каналу переговоров через Большакова. Поэтому с 22 октября встречи Р. Кеннеди с Большаковым прекратились. 5 декабря 1962 года в журнале «The Saturday Evening Post» появилась статья о том, что всё время кризиса коммунисты дезинформировали президента Кеннеди через своё доверенное лицо — журналиста Георгия Большакова. 9 ноября Роберт Кеннеди лично пригласил Георгия Большакова на встречу, в ходе которой извинился за опубликованную статью. В декабре 1962 года Большакова отозвали в Москву.

## После службы в ГРУ
После увольнения из ГРУ некоторое время работал в Агентстве печати «Новости», а затем, вплоть до смерти, — главным редактором журнала «Советский Союз».

## Награды
В 2000 году указом Президента Российской Федерации был посмертно награждён орденом Дружбы.